# Чаєтина
Чаєтина (серб. Чајетина) — місто в Сербії, Златиборський округ. Населення становить 3,342 чоловік.

## Демографія

### Національні групи
| Етнічні групи | Сукупно | %      |
| ------------- | ------- | ------ |
| Серби         | 14,440  | 97.93% |
| Чорногорці    | 36      | 0.24%  |
| Хорвати       | 13      | 0.09%  |
| Македонці     | 7       | 0.05%  |
| Інші          | 132     | 0.90%  |
| Разом         | 14,745  |        |

## Спорт
У місті базується футбольна команда Златибор.

## Міста-побратими
- Херцег-Новий, Чорногорія
- Лефкіммі, Греція
- Назарє, Словенія
- Шамац, Боснія і Герцеговина